# シーター・エア601便墜落事故
シーター・エア601便墜落事故（シーター・エア601びんついらくじこ）は、2012年9月28日、ドルニエ 228で運航されていたネパールの国内便シーター・エア601便が、トリブバン国際空港を出発してから3分後に墜落し、搭乗していた19人全員が死亡した事故である。

## 事故概要

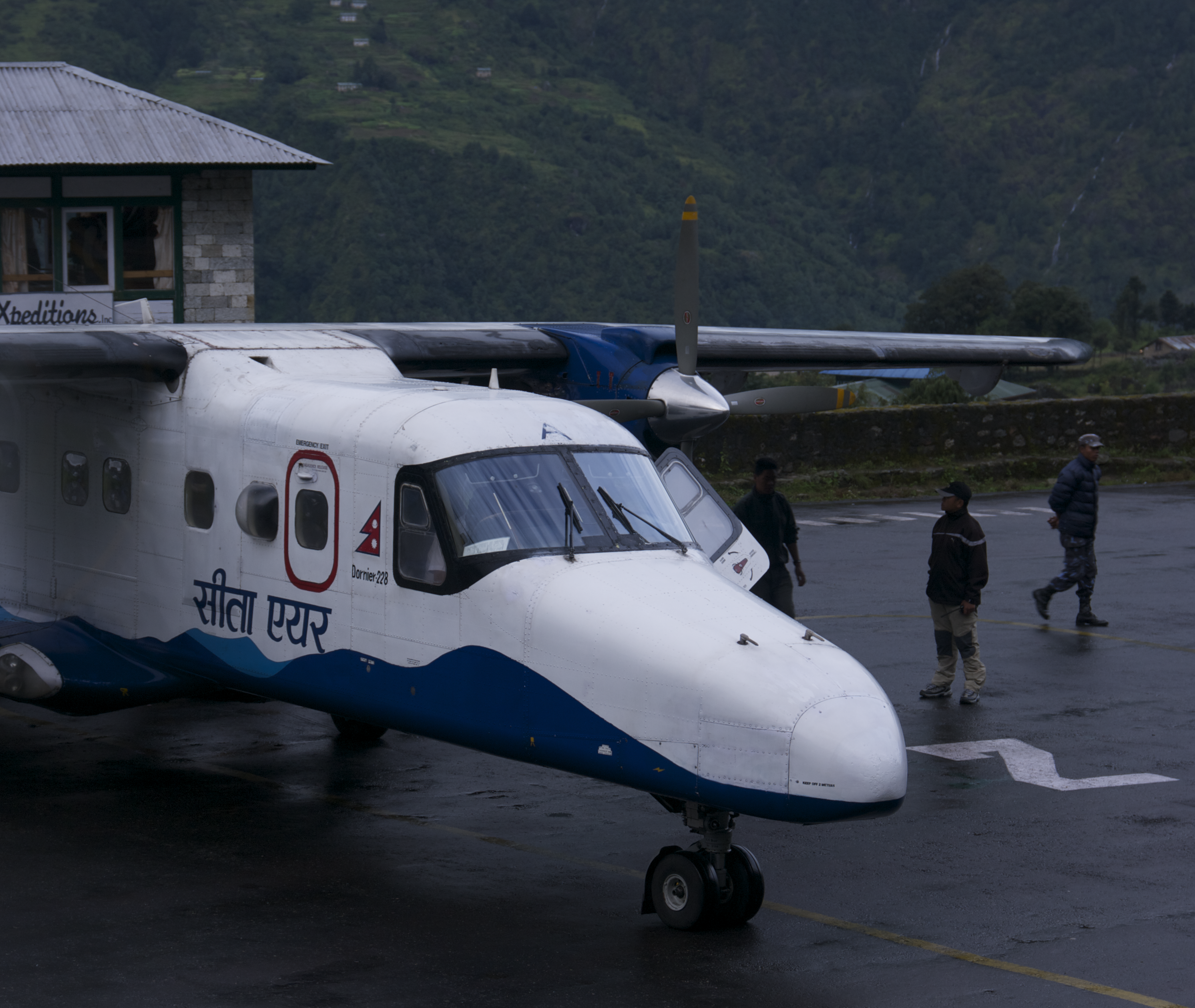
2011年9月にテンジン・ヒラリー空港で撮影された事故機

事故機はドルニエ 228-202で、機体記号は9N-AHA、シリアル番号は8123であった。同機はカトマンズ‐ルクラ間の国内定期便として運航されていた。トリブバン国際空港を出発直後、パイロットが機体の技術的問題を報告し、空港への引き返しを要求した。バードストライクの発生が疑われており、トビと衝突した可能性がある。離陸してから3分後に、空港へ引き返す途中でマノハラ川の堤に墜落し出火した。この事故で搭乗していた19人全員が死亡した。この事故は2012年のネパールでは2度目の航空死亡事故であるが、同国では2002年からの10年間に航空死亡事故が10件以上起きていた。

## 死傷者
この事故で搭乗者全員が死亡した。死者の国籍は以下の通りである。
| 国籍     | 死者数 | 死者数 | 合計 |
| 国籍     | 乗客   | 乗員   | 合計 |
| -------- | ------ | ------ | ---- |
| ネパール | 4      | 3      | 7    |
| 中国     | 5      | 0      | 5    |
| イギリス | 7      | 0      | 7    |
| 合計     | 16     | 3      | 19   |

## 調査
ネパール民間航空局(NAAIC)は2012年9月に本事故に関する報告書をまとめた。
報告書では離陸後、水平飛行に移行する過程で機体の上昇に充分な推力を得られなかったため衝突に至ったことが示されている。
当初から原因として疑われていたバードストライクについては滑走路上でトビと見られる鳥の切り裂かれた死骸が実際に発見され、それは事故機のプロペラと衝突した可能性が高いが、しかしエンジン内部にはその死骸（の一部）が吸引された痕跡はなく、また墜落直前まで全てのプロペラは作動していたことから事故の主要因とはみなされなかった。
過積載・燃料系統の問題・パイロットエラーなど様々な要因が検討されたが、いずれも決定的な証拠とはみなされず「調査では推力低下の原因を特定できなかった」(The investigation was unable to determine the cause of the thrust reduction.)としている。